# Чемпионат Африки по футболу среди молодёжных команд 1985
Молодёжный чемпионат Африки 1985 года был 5-м раз в два года проводимым африканским квалификационным турниром к молодёжному чемпионату мира ФИФА, который проводился по системе «дома-на выезде» в два этапа.
Нигерия впервые вышла в финал турнира подряд и успешно защитила титул во второй раз, обыграв Тунис со счетом 3:2 по сумме двух матчей, хотя обе команды квалифицировались на молодёжный чемпионат мира 1985 года в Советском Союзе.

## Команды
Следующие команды приняли участие в этом турнире и сыграли как минимум по одному матчу:
| Предварительный раунд: - Ангола - Экваториальная Гвинея - Гамбия - Гана - Мозамбик - Судан - Уганда - Замбия | Первый раунд: - Алжир - Камерун - Египет - Эфиопия - Гвинея - Марокко - Нигерия - Тунис - Зимбабве Второй раунд: - Кот-д’Ивуар |

## Предварительный раунд
Буркина-Фасо, Ливия и Того вышли из состава участников, в результате чего Бенин, Эфиопия и Сенегал вышли в первый раунд. Командами, получившими путевки в следующий раунд, были Алжир, Камерун, Египет, Эфиопия, Гвинея, Кот-д’Ивуар, Марокко, Нигерия, Тунис и Зимбабве.
| Команда 1             | Итог | Команда 2 | 1-й матч | 2-й матч |
| --------------------- | ---- | --------- | -------- | -------- |
| Гамбия                | 2:3  | Гана      | 1:0      | 1:3      |
| Экваториальная Гвинея | 2:2  | Ангола    | 2:1      | 0:1      |
| Судан                 | 1:0  | Уганда    | 1:0      | 0:0      |
| Мозамбик              | 0:8  | Замбия    | 0:3      | 0:5      |

## Первый раунд
Бенин и Сенегал сняли свои кандидатуры, в результате чего Гвинея и Кот-д’Ивуар вышли во второй раунд.
| Команда 1 | Итог           | Команда 2 | 1-й матч | 2-й матч |
| --------- | -------------- | --------- | -------- | -------- |
| Тунис     | 0:0 (3:2 пен.) | Алжир     | 0:0      | 0:0      |
| Марокко   | 3:1            | Египет    | 2:0      | 1:1      |
| Нигерия   | 2:1            | Гана      | 2:0      | 0:1      |
| Камерун   | 5:0            | Ангола    | 3:0      | 2:0      |
| Зимбабве  | 4:3            | Судан     | 4:2      | 0:1      |
| Эфиопия   | 5:3            | Замбия    | 2:2      | 3:1      |

## Четвертьфинал
Кот-д’Ивуар вышел в этот раунд турнира.
| Команда 1 | Итог | Команда 2   | 1-й матч | 2-й матч |
| --------- | ---- | ----------- | -------- | -------- |
| Гвинея    | 1:3  | Кот-д’Ивуар | 0:0      | 1:3      |
| Марокко   | 1:2  | Тунис       | 1:0      | 0:2      |
| Камерун   | 4:5  | Нигерия     | 3:0      | 1:5      |
| Эфиопия   | 3:1  | Зимбабве    | 1:1      | 2:0      |

## Полуфиналы
| Команда 1   | Итог    | Команда 2 | 1-й матч | 2-й матч |
| ----------- | ------- | --------- | -------- | -------- |
| Кот-д’Ивуар | 1:1 (a) | Тунис     | 1:1      | 0:0      |
| Нигерия     | 4:1     | Эфиопия   | 3:0      | 1:1      |

## Финал
| Команда 1 | Итог | Команда 2 | 1-й матч | 2-й матч |
| --------- | ---- | --------- | -------- | -------- |
| Тунис     | 2:3  | Нигерия   | 1:1      | 1:2      |

| Молодежный чемпионат Африки 1985 года |
| Нигерия 2-й титул                     |

## Квалификация к молодёжному чемпионату мира
Эти две команды с лучшими результатами прошли квалификацию на Чемпионат мира по футболу среди молодёжных команд 1985 в Советском Союзе:
- Нигерия
- Тунис